# Ixhuatán
La città di Ixhuatán è a capo dell'omonimo comune, nello stato del Chiapas, Messico. Conta 3 109 abitanti secondo le stime del censimento del 2005 e le sue coordinate sono 17°17'N 93°00'W.

## Storia
Prima della conquista spagnola, il territorio dell'attuale comune faceva parte della nazione zoque. Il nome originale era Aguaima.
Dal 1983, in seguito alla divisione del Sistema de Planeación, è ubicata nella regione economica V: NORTE.

## Toponimia
Ixhuatán in lingua náhuatl significa "Posto della foglia verde".